# Festuca yunnanensis
Festuca yunnanensis är en gräsart som beskrevs av St.-yves. Festuca yunnanensis ingår i släktet svinglar, och familjen gräs. Inga underarter finns listade i Catalogue of Life.